# Svátek věřitelů
Svátek věřitelů je česká filmová komedie režiséra Zdeňka Gini Hašlera z roku 1939.

## Tvůrci
- Námět: Karel Piskoř divadelní hra Svátek věřitelů
- Režie: Zdeněk Gina Hašler
- Scénář: Rudolf Madran-Vodička, Bohuslav Čepelák
- Hudba: Jiří Fiala
- Kamera: Josef Střecha